# 風紋 (合唱曲)
「風紋」（ふうもん）は、石井歓の混声合唱曲。また同曲の最終章のタイトルでもある。作詩は岩谷時子。

## 概説
1970年（昭和45年）度文化庁芸術祭参加作品として、NHKの委嘱により作曲された。初演は名古屋混声合唱団で、石井自ら指揮をした。
曲は「各声部の対位法的な美しさを強調したもの」として、「風」を男声で、「砂丘」を女声で対話風に構成する。陽が落ちると、「風」は甘く激しく愛を語り、「砂丘」がそれに呼応する官能的な詩であり、いわゆる詩人の作風とは異なる岩谷の語法によりリアルに表現されている。旋律は終始風が吹いているかのごとく休符が極端に少なく、特にアルトには「たいへんな忍耐とエネルギーがいる」が、自然現象である風紋を男女の愛の形に託し明るく歌い上げる。
石井は合唱曲の作曲に際し、「言葉をどのようにしてわからせるか」を重視し、石井の初期の名曲「枯木と太陽の歌」で用いていたオスティナートを「風紋」でも積極的に採用した。「言葉の意味より重なりの概念に、詩的総合力を出す」ことを狙っている。
この曲の魅力は、言葉の持っているイメージがそのまま音楽と強く結びついていること、それを歌い手が実感しながら歌えるということにある。しかし逆に言うと、無作為に歌うと何も伝わらないということになる。シンプルな音に命を吹き込むというのがどれだけ大変なことか、それは複雑な技術を要する合唱曲を歌う以上に大変なことである。

## 曲目
全4章からなる。全編無伴奏である。
1. 風と砂丘
浜辺の昼と夜の情景をホモフォニックなスタイルで提示し、中間部からは近づいてくる風の表情をテンポを進めながら表現する。全員でのユニゾンから和声や対位法的動きへの展開は、シンプルだが詩情を深く表現している。[2]
2. あなたは風
石井が師事したカール・オルフの影響が強く感じられる。冒頭の3拍子に乗った原始的なリズムの繰り返しは、オルフの作曲手法に共通するものがある。また中間部からの男女それぞれの歌が呼応する部分は、それぞれのパートの表現力が要求され、高まりながら「風の歯は砂丘の肩を噛み砕く」という部分へ到達し、4曲中最も劇的な部分と言える。[2]
3. おやすみ砂丘
対位法的な書法により女声パートにより切々と旋律が歌われる展開が中心となる。また効果的に使われる4声の和声的な部分には包容力を感じずにはいられない。[2]
4. 風紋
これまでの3曲で作られてきたドラマが吹きつける風の中一気に歌われ、最後に「風紋」というテーマが歌われ、会場にその風景が広がるように曲は終わりを告げる。[2]

## 楽譜
カワイ出版から出版されている。